# Сандро Фазини
Сандро Фазини (псевдоним; также — Александр Фазини; настоящее имя — Срул Арьевич Файнзильберг, позднее — Саул Арнольдович Файнзильбер; 23 декабря 1892  [4 января 1893], Киев — 22 июля 1942, концлагерь Освенцим, Верхняя Силезия) — русский и французский художник-сюрреалист, иллюстратор и фотограф. Брат Ильи Ильфа.

## Биография
Родился в семье мелкого банковского служащего Арьи (Арье) Беньяминовича Файнзильберга (1863—1933) и его жены Миндл Ароновны (урождённая Котлова; 1868—1922). Когда ему было чуть больше года, семья переехала в Одессу, где отец работал бухгалтером в одесском отделении Сибирского банка, располагавшемся в доме купца Якова Пурица на улице Дерибасовской, 11 (угол Ришельевской). Был старшим из четырёх детей, его младшим братом был писатель Илья Ильф. Позднее известен как Сандро (Александр) Фазини, свои работы подписывал — А. Ф., S. Fasini, S.F., С. Фазини.
Недолго учился в Одесской коммерческой гимназии, но, к разочарованию родителя, бросил её. Окончил Второе еврейское казённое художественное училище в Одессе. С пятнадцати лет начал публиковать свои работы в различных журналах. С 18 лет сотрудничал с одесским изданием «Крокодил» (1911—1912), во втором номере которого уже появились иллюстрации Сандро. Был иллюстратором поэтического альманаха Серебряные трубы (Одесса). С 1917 года — участник Общества Независимых художников, кубист, публиковался в сатирических журналах при различных властях — как белых, так красных; также во время германской и французской оккупации Одессы.
В 1920 году работал художником в ЮгРОСТА под руководством Б. Ефимова; рисовал яркие плакаты в стиле Матисса на революционные темы. В повести «Трава забвенья» (1967) Валентина Катаева говорится про «огромный щит-плакат под Матисса работы художника Фазини — два революционных матроса в брюках клеш с маузерами на боку на фоне темно-синего моря с утюгами броненосцев». В начале 1920-х годов работал также в Харькове.
В начале 1922 года эмигрировал сначала в Константинополь, затем в Париж. В Париже выставлялся как художник, творя в стилистике кубизма и сюрреализма, в знаменитых салонах Осеннем, Тюильри, Независимых. Известен его вклад и в фотоискусство. Его фотоснимки выставлялись на Всемирной выставке в Париже. Одной из главных особенностей его творческого почерка стала съемка сверху вниз. Его фотоработы, подписанные Аl Fas., регулярно появлялись в парижском еженедельнике. Выполняя заказы различных фирм, Сандро ездил по всей Европе.
В связи с ростом антисемитизма и фашизма Фазини собирался уехать в Соединённые Штаты и писал своему дяде, который уже там жил, следующее: «К сожалению, сейчас нельзя делать выбора, и выбирать Россию сейчас как поприще — значит выбрать смерть».
16 июля 1942 года Александр Фазини и его жена Аза Канторович были задержаны жандармами и отправлены в транзитный лагерь Дранси. 22 июля 1942 года они были депортированы из Франции и отправлены в концлагерь Аушвиц. В том же году Фазини вместе с женой погибли в лагере.